# Dude Ranch
Dude Ranch é o segundo álbum de estúdio da banda estadunidense Blink-182, lançado dia 17 de junho de 1997.
Contém canções que aumentaram a popularidade do grupo, como "Dammit" e "Josie", ambas lançadas individualmente. Também contém algumas canções que são seguidas por comédias, entre elas destacam-se "Boring" e "I'm Sorry". Foi o último álbum de estúdio da banda com o baterista Scott Raynor.

## Faixas[2][8]
| Críticas profissionais                                                      | Críticas profissionais |
| Avaliações da crítica                                                       | Avaliações da crítica  |
| Fonte                                                                       | Avaliação              |
| --------------------------------------------------------------------------- | ---------------------- |
| allmusic                                                                    | [ 2 ]                  |
| Esta tabela precisa de ser acompanhada por texto em prosa. Consulte o guia. |                        |

Todas as canções foram escritas por Mark Hoppus, Tom DeLonge e Scott Raynor.
1. "Pathetic" § – 2:28
2. "Voyeur" ‡ – 2:43
3. "Dammit" † – 2:45
4. "Boring" ‡ – 1:41
5. "Dick Lips" ‡ – 2:57
6. "Waggy" † – 3:16
7. "Enthused" ‡ – 2:48
8. "Untitled" ‡ – 2:46
9. "Apple Shampoo" † – 2:52
10. "Emo" † – 2:50
11. "Josie" † – 3:19
12. "A New Hope" † – 3:45
13. "Degenerate" ‡ – 2:28
14. "Lemmings" † – 2:38
15. "I'm Sorry" ‡ – 5:37

### Bônus (Japão)
1. "Dog Lapping" – 1:55

† = Vocal líder de Mark Hoppus

‡ = Vocal líder de Tom DeLonge

§ = Vocal líder de ambos

## Banda
- Mark Hoppus – Vocal e baixo
- Tom DeLonge – Vocal e guitarra
- Scott Raynor – Bateria